# Antropologia turystyki
Antropologia turystyki – dział antropologii kulturowej zajmujący się zjawiskiem turystyki.

## Turystyka, migracje, podróżowanie
Antropologia turystyki zwraca uwagę na różne aspekty turystyki. Próbując porównać ją do innych zjawisk, turystyka to forma mobilności. Jednak nie każda forma mobilności jest turystyką. Często turystykę porównać można do migracji, niemniej różni ją aspekt przymusu (ekonomicznego, politycznego, wojennego itd.). Innym problemem jest porównanie turystyki i podróżowania. Zazwyczaj są to dwie wyróżniane formy mobilności:  
- podróżowanie nie zawsze wiąże się ze zwiedzaniem
- podróżowanie nie jest komercyjne
- podróżowanie nie jest zorganizowane

Często mówi się, że podróżowanie zakończyło się wraz z pojawieniem się przemysłu turystycznego oraz zwiększeniem dostępności podróży dla mas. Dawniej nieliczne, bogate osoby mogły sobie pozwolić na podróż.  Nie miała ona wtedy wymiaru wizualnej konsumpcji  przestrzeni, a poszerzanie horyzontów naukowych, konwersacje (np. Grand Tour).

## Podejście do inności
Badania nad turystyką zaczęły się w latach 70. Jednak nie były to działania na szeroką skalę. Pierwszym badaczem był Erik Cohen.  Zauważył on, że turyści różnią się ze względu na sposób podejścia wobec inności:
1. Turysta konwencjonalny:
- Zinstytucjonalizowany – bardzo mała elastyczność zachowań ze względu na odwiedzane miejsce (turysta zachowuje się, ubiera jak w miejscu zamieszkania), zwiedzanie jest zaplanowane, brak kontaktu z tubylcami.
- Indywidualny –  minimalny kontakt z tubylcami, większa ilość czasu na zwiedzanie, możliwe zmiany w programie.

2. Turysta niekonwencjonalny:
- Odkrywca – ma kontakt z tubylcami, sam planuje i organizuje sobie podróż, ale posiada możliwe bezpieczne miejsce np. nocleg w hotelu
- Dryfujący – bardzo emocjonalnie podchodzi do podróży.  Ma bardzo dobry kontakt z tubylcami, plany dalszej podróży są tworzone na miejscu, często na jakiś czas drifter zmienia swoje zachowanie ze względu na odwiedzane miejsce np. ubiera się inaczej.

## Autentyczność
W odróżnieniu od Cohena Dean MacCannell zwrócił uwagę na kwestię poszukiwania autentyczności. W roku 1976 napisał książkę – Turysta. Nowa teoria klasy próżniaczej.
Według niego tym, co napędza turyzm jest potrzeba dotknięcia „prawdziwego życia”. Turysta poszukuje więc autentyczności.  Nowoczesny człowiek uważa za autentyczne to co naturalne, dzikie, ludowe czy egzotyczne.  Od odwiedzanych miejsc oczekuje autentyczności a także oczekuje jej w chwili zwiedzania czy kontaktu z tubylcami. MacCannell do  typologii osób związanych z turystyką używa (za Ervingiem Goffmanem) metafory teatru. Istnieją trzy grupy:
- pracownicy przemysłu turystycznego, którzy przygotowują inscenizację
- widzowie
- outsiderzy (lokalni, którzy nie są zaangażowani)

Istnieje więc podział na teren turystyczny (scena) i teren rzeczywisty – kulisy. Turysta oczekując autentyczności pragnie wejść za kulisy. MacCannell uważa, że by wejść za scenę należy bratać się z tubylcami. Powszechnie wiadomo jednak, że często tubylcy wiedzą o tym i aranżują również kulisy. Theron Nuñez pokazuje, że istnieją różne typy osób przygotowujących przedstawienie:
- managerowie sceny – ci, którzy wymyślają plan wycieczki
- prezenterzy kultury – tradycyjni muzycy, tancerze, rzemieślnicy
- pośrednicy kulturowi – np. właściciele sklepików, które leżą przy kurortach. Są tłumaczami kulturowymi dla turystów

## Doświadczenie
Pierwszym krytykiem MacCannella był Erik Cohen. Wyróżnił on 5 trybów doświadczenia turystycznego:
1. tryb rekreacyjny – wyjazd jest przyjemnym sposobem spędzenia wolnego czasu, regeneracji. Turyści szukają autentyczności, po prostu dobrze się bawią
2. tryb odmiany – wyjazd jest poszukiwaniem odmiany. Turyści korzystają z turystyki masowej
3. tryb doświadczania – wjazd jest poszukiwaniem doświadczeń. Dla takich turystów autentyczność jest ważna
4. tryb eksperymentowania – wyjazd jest poszukiwaniem światopoglądu, doświadczeń duchowych. Takich turystów można spotkać w indyjskich szramach czy izraelskich kibucach
5. tryb egzystencjalny – wyjazd nie jest dla ucieczką od normalnego trybu życia, ponieważ turysta zaczął żyć już podróżą, zmienił światopogląd i w czasie podróży posiada inne wartości czy zachowania od tych  co do tej pory. Według Cohena jest to współczesny pielgrzym

## Konsumpcja rzeczywistości
Według Johna Urry’ego turyści konsumują wizualnie oglądaną rzeczywistość. Oglądanie świata nie jest wyjątkowym doświadczeniem, a wypadkową powszechnych praktyk i wyobrażeń. Jeśli istnieje pogląd o tym, że w Afryce żyje się  tradycyjnie, wyjazdy będą organizowane tak, by turysta widział mieszkańców wiosek ubranych w ludowe stroje,  trzymających dzidy. Według Urry’ego są różne rodzaje spojrzenia na oglądaną rzeczywistość. Spojrzenie to proces interpretacji oglądanej rzeczywistości, wyrażone przynajmniej w wyborze tego, co zostało uznane za godne opisania i opowiedzenia.
- spojrzenie romantyczne – spojrzenie turysty, który w ciszy i samotności kontempluje piękno miejsca
- spojrzenie kolektywne – obecność innych ludzi jest konieczna do oglądania i dzielenia się doświadczeniem (jeśli przed kościołem stoi grupka ludzi, to znaczy, że jest to atrakcja)
- spojrzenie widza – krótkie, bardzo wiele atrakcji w ciągu krótkiego czasu
- spojrzenie pełne czci – jest to spojrzenie np. wyznawcy danej religii na świątynię
- spojrzenie ekologiczne – kontemplacja przyrody
- Spojrzenie seksualne

## Turystyka a kolonializm
Według Louisa Turnera i Johna Asha  turystyka to nowa forma kolonializmu i barbarzyństwa. To forma migracji, która polega na przemieszczaniu się mieszkańców zimnych i przemysłowych krajów (centrum) do słonecznych krajów (peryferia). Turyści tworzą nową, zależną społecznie i ekonomicznie sieć opartą na różnicy między centrum a peryferia. Wiąże się to również z kapitalizmem i kapitałem, który należy do turystów. Według Dennisona Nasha, jeżeli pojawia się znacząca różnica w statusie społecznym, to w tych stosunkach rodzi się relacja o charakterze kolonialnym. 

## Powstawanie atrakcji turystycznej
Według Deana MacCannella obiekt musi zostać opatrzone oznacznikiem, który informuje turystę, że coś jest warte zobaczenia – dzięki temu turysta wie, że coś jest atrakcja turystyczną. Wszystko może być atrakcją turystyczną, problemem jest tylko kwestia odpowiedniego przygotowania oczekiwań turystycznych. Zwiedzanie i doświadczenie turystyczne polega na postrzeganiu i interpretowaniu atrakcji. Nie wystarczy widzieć, ale trzeba wiedzieć na co patrzeć i na co się patrzy. Bycie turystą wymaga więc kompetencji turystycznych. Znaczniki pokazujące obiekty  turystyczne znajdują się
- w opisach w przewodnikach
- na tablicach informacyjnych
- na mapach
- w tekstach popularnonaukowych
- w filmach

Wyróżnia się 6 stadiów tworzenia atrakcji turystycznej:
1. nazwanie obiektu
2. wyróżnienie obiektu z otoczenia (np. wprowadzenie biletowania, ogrodzenie)
3. wyeksponowanie i podniesienie obiektu (np. uatrakcyjnienie poprzez włączenie do szlaku turystycznego)
4. umieszczenie na ołtarzu (np. budowa specjalnych budynków, w których atrakcje można oglądać)
5. mechaniczna reprodukcja reprezentacji obiektu. (np. poprzez wprowadzenie w obieg pocztówki z wizerunkiem obiektu)
6. społeczna reprodukcja (np. nazywanie restauracji tak samo jak obiekt)